# Себастьян Маррокін
Хуа́н Себастья́н Маррокі́н Са́нтос (ісп. Juan Sebastián Marroquín Santos, при народженні Хуа́н Па́бло Ескоба́р Ена́о (ісп. Juan Pablo Escobar Henao); нар. 24 лютого 1977, Медельїн, Колумбія) — колумбійський архітектор, автор книг та син колумбійського наркобарона  Пабло Ескобара. 

## Життя
Хуан Пабло Ескобар Енао, його мати та його сестра Мануела Ескобар спочатку втекли до Мозамбіку, а потім подорожували з туристичними візами до Аргентини, де зрештою залишилися і стали громадянами у вигнанні з рідної Колумбії. В інтерв'ю Skavlan Хуан Пабло заявив, що обрав собі з телефонної книги нове ім'я «Себастьян Маррокін», оскільки йому потрібна була нова особистість, адже авіакомпанії відмовилися продавати йому квитки з ім'ям Ескобар.
Хоча він та його сім'я продовжують заробляти на правах на ім'я Пабло Ескобара (наприклад, продавати одяг із його зображенням), і тричі (безуспішно) намагалися зареєструвати ім'я Ескобара як бренд Маррокін вважає за краще, щоб його не пов'язували з батьком.
Як він сказав в одному з інтерв'ю, після його смерті їм ніхто не допомагав і погрожували смертю, тому їм довелося змінити імена, щоб втекти звідти; він також відмежувався від Медельїнського картелю та незаконної торгівлі наркотиками в Колумбії.
Себастьян закінчив коледж за спеціальністю архітектор. Зараз він живе в Палермо (Буенос -Айрес) з дружиною та сином, і працює архітектором. Відтоді він зустрічався з деякими жертвами свого батька. (Відображено у документальному фільмі 2009 року «Гріхи мого батька».)
Маррокін двічі повертався до Колумбії: на могилу батька та на прем'єру документального фільму. Йому не дозволили в'їхати до Асьенди Наполєс, аби відвідати маєток Пабло Ескобара (20 км²) за 180 км на схід від Медельїна, конфіскований колумбійським урядом після смерті наркобарона. Тепер знаходиться під управлінням муніципалітету Пуерто Тріунфо як громадський парк, табір та музей злочинів Ескобара.

## Гріхи мого батька
«Гріхи мого батька» (2009), аргентинський документальний фільм, який знімався п'ять років, «йде слідом за Маррокіном, як він вибачається перед синами жертв, яких його батько, основний наркобарон, протягом десятиліття тероризування Колумбії наказав убити». Фільм сприяв примиренню та припиненню ненависті.

## Пабло Ескобар: Мій батько
Використовуючи своє ім'я при народженні, Хуан Пабло Ескобар Маррокін став автором книги «Пабло Ескобар: Мій батько» (2014).

## Суперечливо
На Netflix для кримінальної драми Нарко Маррокін заявив: «Нічого не змінилося, крім імен. Тепер стало ще більше торгівлі наркотиками та корупції»